# ویروس آبله میمون
ویروس آبلهٔ میمون (انگلیسی: Monkeypox virus; MPV یا MPXV) یک ویروس زئونوز دو رشته‌ای دی‌ان‌ای گونه‌ای از سردهٔ ارتوپاکس‌ویروس در تیرهٔ پاکس‌ویریده است. این ویروس یکی از ارتوپاکس‌های انسانی است که شامل ویروس‌های آبله، آبلهٔ گاوی و واکسینیا است. این ویروس پیش‌گونهٔ مستقیم ویروس واریولا، که باعث آبله می‌شود، نیست. ویروس آبلهٔ میمون بیماری شبیه آبله را ایجاد می‌کند، اما با بثورات خفیف‌تر، میزان مرگ و میر کمتری دارد.
تنوع در حدت ویروس در جدایه‌هایی از آفریقای مرکزی مشاهده شده‌است که در آن سویه‌ها بدخیم‌تر از آن‌هایی هستند که از غرب آفریقا می‌آیند. این دو منطقه دارای کلادهای مجزای ویروس هستند که به آن‌ها حوزهٔ کنگو و کلادهای غرب آفریقا گفته می‌شود.

## مخزن
آبلهٔ میمون توسط جانورانی از جمله پستانداران حمل می‌شود. اولین بار توسط پربن فون مگنوس در کپنهاگ، دانمارک در سال ۱۹۵۸ در میمون مکاک دم‌دراز که به عنوان حیوانات آزمایشگاهی استفاده می‌شدند، شناسایی شد. شیوع سال ۲۰۰۳ در ایالات متحده در سگ‌های دشتی که از یک موش کیسه‌ای وارداتی گامبیایی آلوده شده بودند ردیابی شد.
ویروس آبلهٔ میمون باعث ایجاد این بیماری در پستانداران و سایر جانوران می‌شود. این ویروس عمدتاً در مناطق جنگل‌های بارانی استوایی مرکز و غرب آفریقا یافت می‌شود.

## انتقال
این ویروس می‌تواند هم از حیوان به انسان و هم از انسان به انسان سرایت کند. عفونت از حیوان به انسان می‌تواند از طریق گاز گرفتن حیوان یا تماس مستقیم با مایعات بدن حیوان آلوده رخ دهد. ویروس می‌تواند از طریق تنفس قطرات و تماس با فومایت‌ها (سطوح قابل لمس) از مایعات بدن فرد آلوده از انسان به انسان دیگر سرایت کند. دوره نهفتگی بین ۱۰ تا ۱۴ روز است. علائم پرودرومال شامل تورم غدد لنفاوی، درد عضلانی، سردرد، تب، قبل از ظهور بثورات است.

## همه‌گیرشناسی
این ویروس عمدتاً در جنگل‌های گرمسیری آفریقای مرکزی و غرب آفریقا یافت می‌شود. اولین بار در سال ۱۹۵۸ در میمون‌ها و در سال ۱۹۷۰ در انسان کشف شد. بین سال‌های ۱۹۷۰ و ۱۹۸۶، بیش از ۴۰۰ مورد در انسان گزارش شده‌است. شیوع‌های ویروسی کوچک با نرخ مرگ و میر در محدوده ۱۰ درصد و میزان آلودگی ثانویهٔ انسان به انسان تقریباً به همان میزان به‌طور معمول در مرکز و غرب آفریقای استوایی رخ می‌دهد. تصور می‌شود که راه اصلی عفونت، تماس با جانوار آلوده یا مایعات بدن آن‌ها باشد. اولین شیوع گزارش شده در ایالات متحده در سال ۲۰۰۳ در ایالت‌های غرب میانه ایلینوی، ایندیانا و ویسکانسین، با یک مورد در نیوجرسی رخ داد و هیچ مرگ‌ومیری گزارش نشد.